# Peada da Mércia

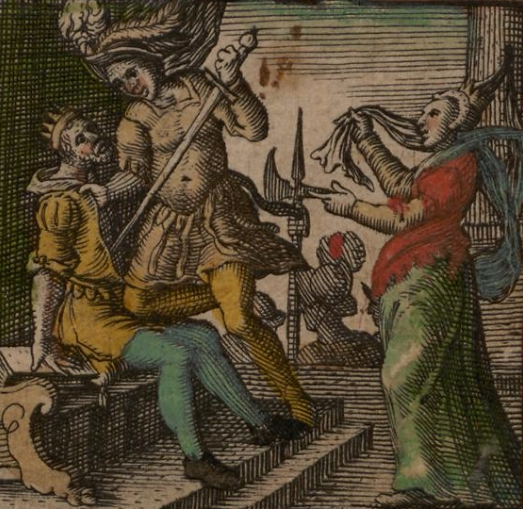
Representação imaginária de Peada na "Heptarquia Saxã" de John Speed (1611)

Peada (†656), um filho de Penda, foi rei da Mércia Meridional por um breve período após a morte de seu pai em novembro de 655 até a sua própria morte na primavera do ano seguinte.

## História
Por volta do ano 653, Peada foi elevado a rei dos anglos centrais por seu pai. O Venerável Beda, descrevendo Peada como "um jovem excelente, merecedor e digno do título de rei", escreveu que ele tentou se casar com Alcfledo, a filha do rei Osvio da Nortúmbria; Osvio, por sua vez, concordou na condição de que Peada fosse batizado e se convertesse ao cristianismo juntamente com os anglos centrais (Peada era, nesta época, pagão, como seu pai). Beda afirma que Peada aceitou de bom grado a conversão.
Peada foi subsequentemente batizado por Finano de Lindisfarne e ao evento se seguiu uma campanha para converter os súditos de Peada:
| “ | Assim, ele foi batizado por Finano, com todos os seus condes e soldados, e seus servos que estavam com ele, numa notável vila que pertencia ao rei chamada Ad Murum. E tendo recebido quatro sacerdotes que, por sua erudição e bom exemplo, foram considerados dignos para instruir e batizar sua nação, ele retornou pra casa com muita alegria. Estes sacerdotes era Cedd e Adda e Betti e Diuma; este último era de nascimento um escoto, os outros ingleses. Adda era irmão de Utta,... um sacerdote renomado, e abade do mosteiro de Gateshead. Os já mencionados sacerdotes, chegando na província com o príncipe, pregaram a palavra e foram ouvidos voluntariamente; e muitos, nobres e os comuns, renunciaram as abominações da idolatria e foram batizados diariamente | ” |
|   | — Venerável Beda, História Eclesiástica do Povo Inglês, III.21. |   |

Em 15 de novembro de 655, Osvio derrotou e matou Penda na Batalha de Winwaed e, consequentemente, se tornou o senhor do Reino da Mércia. De acordo com Beda, Osvio permitiu que Peada continuasse a governar a parte meridional do reino, que consistia de 5.000 famílias, contra as 7.000 que, segundo Beda, viviam no norte. O reino se dividia no Rio Trent.
De acordo com a Crônica Anglo-Saxã, Peada ajudou a fundar o mosteiro em Peterborough:
| “ | Durante o seu reinado eles se juntaram, [Peada] e Oswy, irmão do rei Osvaldo da Nortúmbria, e declaram que queriam fundar uma catedral (minster) em honra a Jesus Cristo e em honra a São Pedro. E eles o fizeram e a batizaram com o nome de Medeshamstede, pois havia ali um riacho chamado Medeswael. E eles lançaram as fundações e construíram sobre ela, e delegaram depois para um monge chamado Seaxvulfo. Ele era um grande amigo de Deus e todos o amavam e ele era de origem muito nobre e poderosa. Ele agora é ainda mais poderoso com Cristo | ” |
|   | — Crônicas Anglo-Saxãs. |   |

Porém, a Crônica continua, "Peada reinou por pouco tempo, pois ele foi traído por sua própria rainha em Eastertide. Beda também reporta que Peada foi "morto de maneira muito maligna" por conta da traição de sua rainha "durante a própria celebração da Páscoa" em 656.